# جون ميتشيل (عالم)
جون ميتشيل (بالإنجليزية: John Mitchell)‏ (و. 1711 – 1768 م) هو عالم نبات، ورسام الخرائط من مملكة بريطانيا العظمى، كان عضوًا في الجمعية الملكية، توفي في لندن، عن عمر يناهز 57 عاماً.

## جوائز
حصل على جوائز منها:
- زميل في الجمعية الملكية.